# Giovanni Arduino

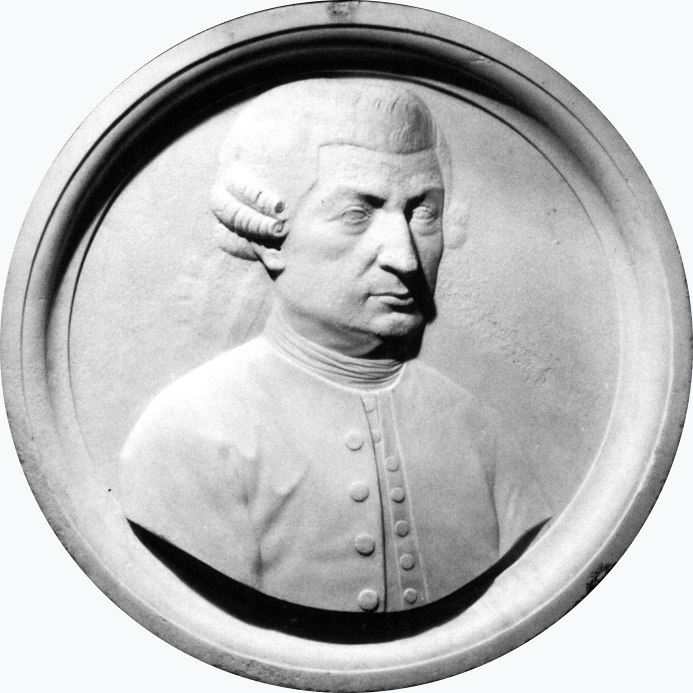
Giovanni Arduino, Büste von Pietro Bearzi (vor 1847). Das Werk ist Teil des Panteon Veneto, heute im Palazzo Loredan a Santo Stefano

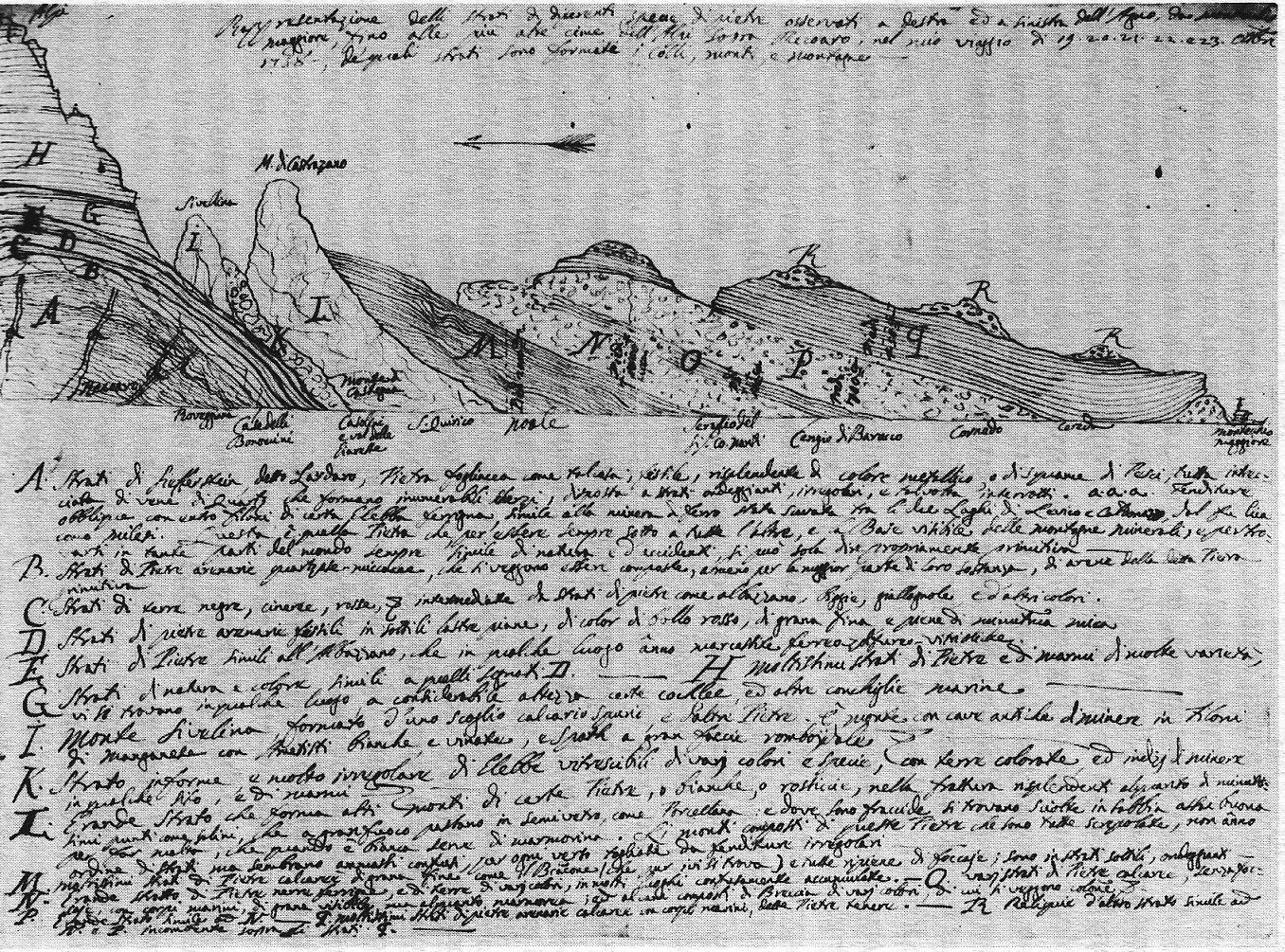
Geologisches Profil der Toskana von Arduino

Giovanni Arduino (* 16. Oktober 1714 in Caprino Veronese, Republik Venedig; † 21. März 1795 in Venedig) war ein italienischer Geologe. Er gilt als der Vater der italienischen Geologie.
Arduino war Bergbau-Spezialist. Aufbauend auf seinen Beobachtungen in Norditalien entwickelte er Anfang der 1760er Jahre als erster ein System geologischer Erdzeitalter. Dabei teilte er geologische Formationen in primäre (montes primitivi), sekundäre (montes secundarii) und tertiäre (montes tertiarii) Schichtfolgen ein. Hinter dieser Aufzählung steht bereits die Idee des verschiedenen Alters der Schichten. Die „primitiven“ Gesteine (Basalte, Granite, Schiefer) bilden die älteste Formation, fossile Kalkablagerungen die spätere, sekundäre, und die wenig verfestigten, tertiären Sedimentablagerungen erkannte Arduino als die jüngsten. So kam es zu einer Einteilung der Erdzeitalter in „Primär“ (heute als Paläozoikum oder Erdaltertum bezeichnet), „Sekundär“ (heute Mesozoikum oder Erdmittelalter) und „Tertiär“ (heute ein Teil des Känozoikums, auch als Erdneuzeit bezeichnet). 
Arduino erkannte auch die Bedeutung von Fossilien und nutzte diese ebenso wie chemische Methoden zur Altersbestimmung von Gesteinsschichten.
Neben seinen geologischen Studien beschäftigte er sich mit Metallurgie, Chemie und Agrartechnik.
Der Asteroid (29356) Giovarduino sowie der Dorsum Arduino auf dem Erdmond wurden nach ihm benannt.
Sein Bruder war der Botaniker Pietro Arduino.  